# Puliciphora meneghettii
Puliciphora meneghettii är en tvåvingeart som beskrevs av Schmitz 1951. Puliciphora meneghettii ingår i släktet Puliciphora och familjen puckelflugor. Inga underarter finns listade i Catalogue of Life.